# Canton d'Aucun
Le canton d'Aucun est un ancien canton français situé dans le département des Hautes-Pyrénées.

## Composition
Le canton était composé des 10 communes suivantes :
- Arbéost
- Arcizans-Dessus
- Arras-en-Lavedan
- Arrens-Marsous
- Aucun
- Bun (Hautes-Pyrénées)
- Estaing (Hautes-Pyrénées)
- Ferrières (Hautes-Pyrénées)
- Gaillagos
- Sireix

## Administration

### Conseillers d'arrondissement (de 1833 à 1940)
Le canton d'Aucun avait deux conseillers d'arrondissement.
| Période                                  | Période      | Identité                     | Étiquette   | Qualité |
| ---------------------------------------- | ------------ | ---------------------------- | ----------- | --- |
| 1833                                     | 1835 (décès) | Pierre Mendaigne (1772-1835) |             | Notaire, maire d'Arrens                                                                                     |
| 1833                                     | 1836         | Jean Mendaigne               |             | Notaire, maire de Marsous                                                                                   |
|                                          |              |                              |             | |
| 1839                                     | 1848         | Pierre Bordenave (1786-1854) |             | Marchand de vin à Argelès                                                                                   |
| 1839                                     | 1848         | M. Bourdet                   |             | Pharmacien à Argelès                                                                                        |
|                                          |              |                              |             | |
| 1911                                     |              | M. Tisné                     | Républicain | |
|                                          |              |                              |             | |
|                                          | 1940         | M. Petitou                   | URD         | Médecin |
|                                          | 1940         | François Bourguine           | URD         | Maire d'Arras-en-Lavedan                                                                                    |
| 1940                                     |              |                              |             | Les conseils d'arrondissement ont été suspendus par la loi du 12 octobre 1940 et n'ont jamais été réactivés |
| Les données manquantes sont à compléter. |              |                              |             | |

### Conseillers généraux de 1833 à 2015
| Période | Période      | Identité                               | Étiquette             | Qualité |
| ------- | ------------ | -------------------------------------- | --------------------- | --- |
| 1833    | 1837 (décès) | Joseph Dufourc                         |                       | Ancien militaire et ancien percepteur                                                                                          |
| 1837    | 1848         | Jean-Marie Laporte                     |                       | Avocat - Député (invalidé) en 1830 - Magistrat Député (démissionnaire) en 1837                                                 |
| 1848    | 1858 (décès) | Jean-Pierre Balencie                   | Majorité dynastique   | Avocat à Lourdes |
| 1858    | 1870         | Baptiste Balencie (frère du précédent) | Conservateur          | Médecin à Cauterets puis à Lourdes Conseiller municipal de Lourdes (1855-1900)                                                 |
| 1870    | 1871         | Pierre Mendaigne (1842-1876)           |                       | Notaire à Argelès-Gazost, juge de paix                                                                                         |
| 1871    | 1880         | Baptiste Balencie                      | Bonapartiste          | Médecin à Cauterets puis à Lourdes Conseiller municipal de Lourdes (1855-1900)                                                 |
| 1880    | 1910 (décès) | Michel Trelaün                         | Républicain modéré    | Médecin à Paris et à Arreau |
| 1911    | 1919         | Paul Trelaün (neveu du précédent)      | Républicain de Gauche | Médecin à Argelès-Gazost |
| 1919    | 1938 (décès) | Jean-Marie Pérus                       | Rad.ind.              | Médecin Conseiller municipal d'Argelès-Gazost                                                                                  |
| 1938    | 1940         | Joseph Dupont                          | Rad.                  | Médecin retraité à Marsous |
|         |              |                                        |                       | |
| 1943    | 1945         | François Bourguine                     | ?                     | Conseiller d'arrondissement, maire de Arras-en-Lavedan Nommé conseiller départemental en 1943                                  |
|         |              |                                        |                       | |
| 1945    | 1949 (décès) | Louis Boyrie                           | MLN                   | Médecin à Argelès-Gazost |
| 1949    | 1979         | Camille Lebreton                       | Rad. puis MRG         | Médecin, directeur de sanatorium à Arrens                                                                                      |
| 1979    | 2004         | Antoine Abadie                         | MRG puis PRG          | Instituteur Maire d'Estaing (1977-1983) Conseiller municipal de Ferrières                                                      |
| 2004    | 2015         | Marc Léo                               | PRG                   | Ancien Maire d'Aucun (1989-2001) Conseiller municipal d'Aucun depuis 2001 Président de la Communauté de communes du Val d'Azun |

sources : Les conseillers généraux des Hautes-Pyrénées 1800-2007, dictionnaire biographique, Archives départementales de Tarbes

## Démographie
| 1962 | 1968  | 1975  | 1982  | 1990  | 1999  | 2007  | 2008  | 2009 |
| ---- | ----- | ----- | ----- | ----- | ----- | ----- | ----- | ---- |
| -    | 2 308 | 2 043 | 2 017 | 1 990 | 1 999 | 2 245 | 2 235 | -    |